# Charles Falkland Loewen
Sir Charles Falkland Loewen, britanski general kanadskega rodu, * 17. september 1900, Vancouver, Britanska Kolumbija, Kanada, † 17. avgust 1986.